# Karcolat
A karcolat (vagy rajz) a 19. században a napi sajtó jellemző műfaja (mint például ma a riport). Az újságírás természetéből következően a művészi képzeletnek kisebb szerepe van benne, mint általában a szépirodalom alkotásaiban. Többnyire valóságosan megtörtént eseményekből ragad ki egy-egy epizódot. Ironikus szemléletű, kritizáló célzatú, rövid, szellemes és tanulságos szépprózai műfaj.
Karcolat például Anton Pavlovics Csehov első sajtóban megjelent írása, a Levél tudós barátomhoz (1880) is.
A karcolat - mint irodalmi műfaj - az epikai műnemhez tartozik.

## Híres karcolatírók
A műfaj úttörői a világirodalomban: Thackeray, Dickens, Heine, Csehov, Mark Twain.
Nálunk klasszikus mintái Mikszáth Kálmán országgyűlési karcolatai. 1878–80-ban a Szegedi Naplóban nagy sikere volt a helyi eseményekről írt karcolataival. Anekdotázott, cseppet mesélt, véleményt mondott a helybéliek egyes megnyilvánulásairól, s mindezt jó humorérzékkel írta, vagy nagy vészek idején (pl. az 1879-es szegedi nagy árvíz) nagy együttérzéssel szólt az olvasókhoz.
A későbbiekben: Rákosi Viktor, Molnár Ferenc, Karinthy Frigyes, Szép Ernő, Heltai Jenő, Hunyady Sándor, Fehér Klára írásai nevezetesebbek.